# Маркус (Айова)
Маркус (англ. Marcus) — місто (англ. city) в США, в окрузі Черокі штату Айова. Населення — 1079 осіб (2020).

## Географія
Маркус розташований за координатами 42°49′20″ пн. ш. 95°48′24″ зх. д. / 42.82222° пн. ш. 95.80667° зх. д. (42.822092, -95.806564).  За даними Бюро перепису населення США в 2010 році місто мало площу 3,99 км², уся площа — суходіл.

## Демографія
Згідно з переписом 2010 року, у місті мешкало 1117 осіб у 494 домогосподарствах у складі 310 родин. Густота населення становила 280 осіб/км².  Було 548 помешкань (137/км²).
Расовий склад населення:
| - 98,0 % — білих - 1,3 % — корінних американців - 0,1 % — азіатів |

До двох чи більше рас належало 0,6 %. Частка іспаномовних становила 0,7 % від усіх жителів.
За віковим діапазоном населення розподілялося таким чином: 22,3 % — особи молодші 18 років, 51,1 % — особи у віці 18—64 років, 26,6 % — особи у віці 65 років та старші. Медіана віку мешканця становила 48,5 року. На 100 осіб жіночої статі у місті припадало 89,6 чоловіків;  на 100 жінок у віці від 18 років та старших — 84,7 чоловіків також старших 18 років.
Середній дохід на одне домашнє господарство  становив 63 637 доларів США (медіана — 52 143), а середній дохід на одну сім'ю — 81 819 доларів (медіана — 73 487). Медіана доходів становила 45 221 долар для чоловіків та 35 000 доларів для жінок. За межею бідності перебувало 7,7 % осіб, у тому числі 6,3 % дітей у віці до 18 років та 7,6 % осіб у віці 65 років та старших.
Цивільне працевлаштоване населення становило 678 осіб. Основні галузі зайнятості: освіта, охорона здоров'я та соціальна допомога — 30,1 %, виробництво — 20,6 %, роздрібна торгівля — 10,6 %, фінанси, страхування та нерухомість — 6,9 %.